# رسنان
رسنان یکی از روستاهای تهران (دهستان لواسان بزرگ) در شهرستان شمیرانات استان تهران ایران است. این روستا در یازده کیلومتری جاده تهران به دماوند و در فاصله چهارده کیلومتری از شهر لواسان مرکز بخش لواسانات واقع است.

## جمعیت
جمعیت این روستا بر اساس سرشماری سال ۱۳۸۵ حدود ۳۷۵ نفر در ۲۱۵ خانوار بود.